# LEMD2
LEMD2 (LEM Domain Nuclear Envelope Protein 2 ), también conocida como  LEM2, NET25, MARUPS, CTRCT42, es una proteína transmembranal de la envoltura nuclear interna, compuesta por un total de 503 aminoácidos y con un peso molecular de 56 kDa.
El dominio LEM (lamina-associated polypeptide-emerin-MAN1) es un motivo compartido por un grupo de proteínas que interactúan con láminas en la membrana nuclear interna (INM) y en el nucleoplasma. LEMD2 contiene un motivo LEM N-terminal, dos dominios transmembrana  y un dominio C-terminal (MSC) de MAN1-Src1p muy homólogo a MAN1, pero carece del motivo de reconocimiento de ARN C-terminal específico de MAN1.
La deficiencia o mutación en LEMD2 puede causar envelopatías nucleares, interrupción en la arquitectura nuclear y en la regulación génica; así como provocar enfermedades que dan lugar a diversos fenotipos que se caracterizan por tener una gran semejanza con el envejecimiento humano.
Las células humanas pueden dividirse y sobrevivir sin presencia de LEMD2, pero estas se vuelven hipersensitivas a modificaciones y perturbaciones del medio, ralentizando de forma considerable la división celular.

## Estructura

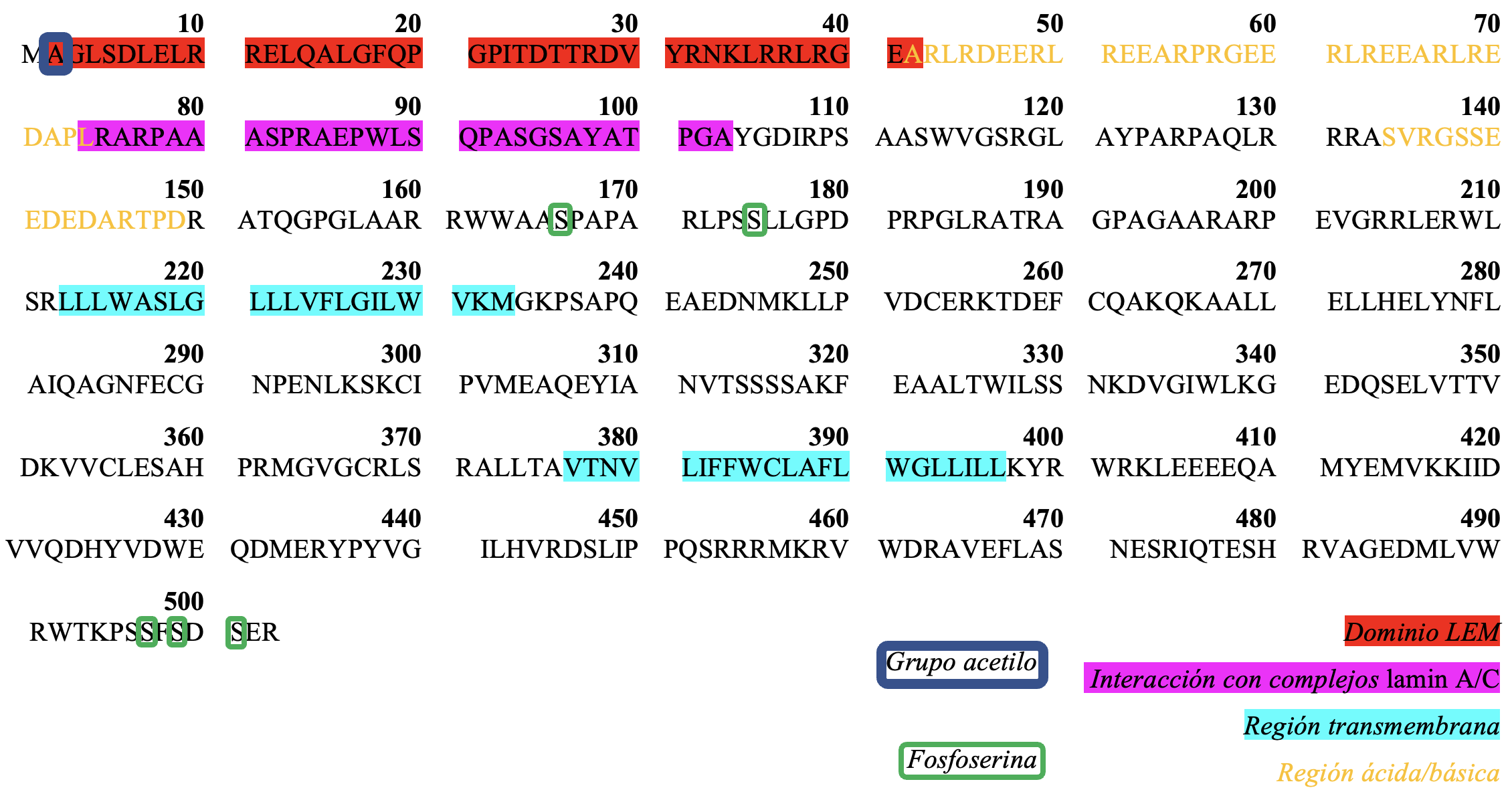
Estructura primaria de LEMD2

La estructura primaria de LEMD2 está compuesta por una cadena polipeptídica de 503 aminoácidos. Esta contiene diferentes regiones anfipáticas en las que se adopta una conformación cilíndrica de hélice α y, con menor frecuencia, aparecen diferentes láminas ß. 
Su estructura terciaria está marcada por la presencia de distintos dominios alfa, formados exclusivamente por hélices alfa de distinta longitud, combinados con otros dominios que alternan la aparición de hélices α y láminas ß. Cabe destacar que las estructuras terciaria y cuaternaria de esta proteína aún están siendo estudiadas y solo se conocen con alta confianza ciertas zonas de esta.
Los aminoácidos 2-42 caracterizan LEMD2 como una proteína del dominio LEM. Además, LEMD2 contiene dos regiones transmembranales, una del aminoácido 213 al 233 y otra del aminoácido 377 al 397, en las que la proteína adopta una conformación helicoidal. La zona comprendida entre los aminoácidos 74 y 103 interacciona con los complejos lamin A/C de la membrana nuclear, cuya función está relacionada con la estabilidad nuclear, la estructuración de la cromatina y la expresión de genes. Finalmente, las regiones 42-74 y 124-149 presentan una mayor concentración de residuos básicos y ácidos.
Mediante procesos post-traduccionales, se modifican diferentes aminoácidos de LEMD2 que afectan a la estructura y la función de la proteína. Es el caso del aminoácido 2, al cual se añade un grupo acetilo, y de los aminoácidos  166, 175, 497, 499 y 501, que tienen una fosfoserina añadida.

#### Modelo de predicción de proteína salvaje vs proteína mutada
Una de las diversas mutaciones que puede padecer la proteína LMD2 ocasiona la aparición de rasgos progeridos en el fenotipo facial. Se trata de una mutación que se encuentra en la posición 479 de un total de 503 aminoácidos, en la cual una serina es intercambiada por una fenilalanina, es decir un cambio Ser479Phe, cambio que afecta a una de las hélices alfa de la proteína, tal y como se puede apreciar en la imagen. Se trata de un cambio que a cualquier otro nivel sería casi insignificante, pero a nivel micromolecular tiene una gran importancia biológica, ya que provoca graves enfermedades. Aparentemente son invisibles, pero esto se debe a que se trata de un cambio a nivel micromolecular, es decir, visibles mediante microscopios electrónicos, los cuales tienen una gran resolución.  

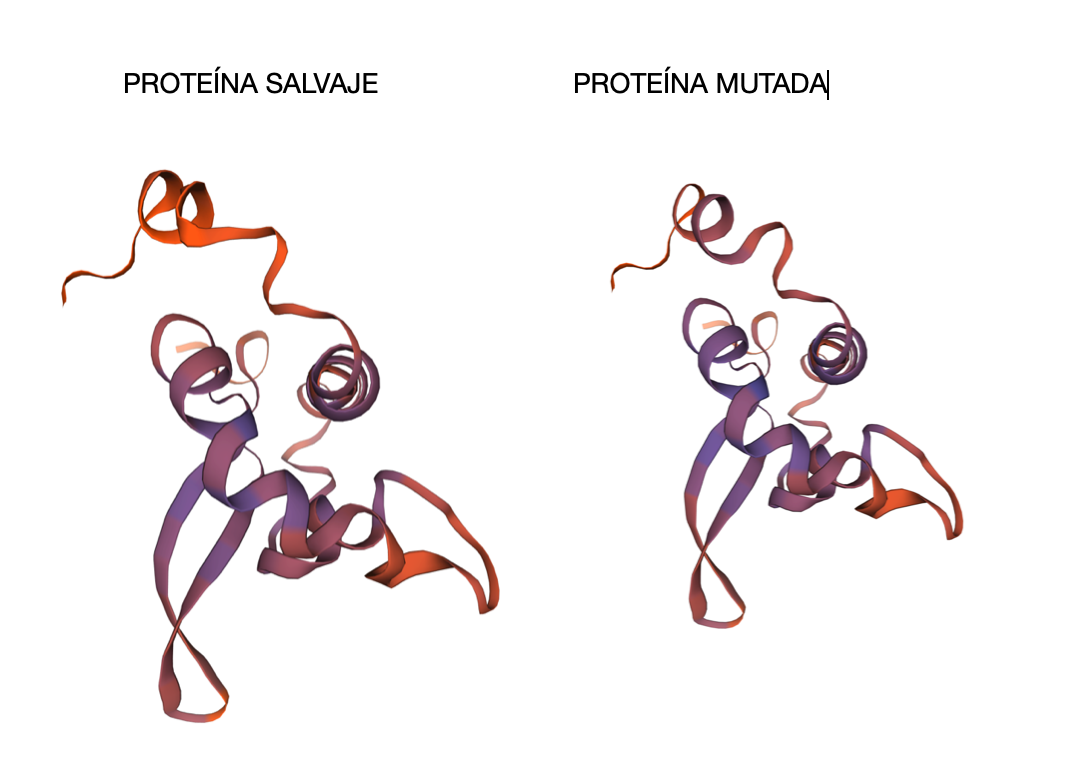
Comparación proteína LMD2 salvaje y mutada

## Función

### Actividad de LEMD2 en procesos de división celular

#### Intervención de LEMD2 en la segregación cromosómica
En la división celular, se produce una remodelación de la envoltura nuclear a causa de la segregación cromosómica por parte del huso mitótico. En este proceso se requiere ESCRT (complejos de clasificación endosomal necesarios para el transporte) y LEMD2, que actúa como un adaptador para ESCRT. La función de LEMD2 en este proceso se basa en la activación de ESCRT y un desmontaje coordinado del huso mitótico. Esto ocurre debido a que el motivo LEM de la proteína se une a BAF causando que LEMD2 adquiera afinidad por la cromatina. También, interactúa con un domino de baja complejidad (LCD); una secuencia de LCD formada principalmente por Pro y Arg se une a microtúbulos y activan la condensación de LEMD2 en los microtúbulos del huso mitótico que atravesarán la envoltura nuclear en crecimiento. En este proceso, LCD crea una separación de fases de LEMD2.  

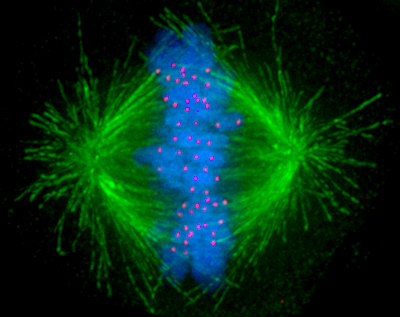
LEMD2 participa en el desmontaje del huso acromático durante la mitosis.

Se ha observado que la alteración de LEDM2 en células humanas causa varios efectos negativos como la activación fallida de ESCRT, un desmontaje del huso mitótico y defectos en la integridad nuclear además de daños en el ADN. Además, el dominio de hélice alada de LEM2 activa la proteína híbrida ESCRT-II / ESCRT-III CHMP7 para formar anillos cooligoméricos. La interrupción de estos eventos en las células humanas impidió el reclutamiento de ESCRT aguas abajo, comprometió el desmontaje del huso y provocó defectos en la integridad nuclear y daños en el ADN. LEMD2 tiene otras funciones como la participación en la organización de cromatina y ayuda a la reparación de la membrana durante la interfase.

#### Implicación de LEM2 en la espermatogénesis
Durante la espermatogénesis, el núcleo de la espermátida se alarga y se reduce drásticamente de tamaño con protaminas que reemplazan a las histonas para producir una cromatina altamente compactada. Después de la fertilización, este proceso se invierte en el ovocito para formar el pronúcleo masculino. La evidencia emergente, incluida la pérdida coordinada de la lámina nuclear (NL) y las histonas, apoya la participación de la NL en la remodelación nuclear de la espermátida, pero se desconoce cómo se une la NL a la cromatina.
En células somáticas, se ha demostrado interacciones entre la NL y la cromatina: las proteínas del dominio LEM y LBR interactúan con la NL y, respectivamente, las proteínas de cromatina BAF y HP1. Por lo tanto, de la interfaz lámina-cromatina durante la espermatogénesis se ha investigado la localización de seis proteínas de dominio LEM, dos proteínas BAF y LBR, en espermátidas y espermatozoides humanos. Usando RT-PCR, IF y Western Blot se ha mostrado que seis de las proteínas probadas están presentes en las espermátidas: LEMD1, LEMD2 (una isoforma corta) y otras proteínas. La isoforma LEMD2 de longitud completa, necesaria para la integridad nuclear en las células somáticas, está ausente.

### Actuación de LEMD2 con BAF en la reparación de la membrana
El núcleo celular puede ser dañado o debilitado debido a fuerzas mecánicas externas o debido a una debilidad en la integridad nuclear por causas bioquímicas. Aun así, las rupturas nucleares son reparables, aunque estos mecanismos aún no están claros
El factor de barrera a la auto-integración (BAF) es una proteína de la envoltura nuclear de menor tamaño que da forma a la cromatina y recluta proteínas de membrana en la mitosis, también facilita la reparación de la membrana nuclear en interfase en parte a través del reclutamiento de las proteínas de la membrana nuclear emerina y dominio de Lem. que contiene proteína 2 (LEMD2) a los sitios de ruptura. Es localizada rápidamente cuando hay un rotura nuclear. Su actuación es una rápida y temporal unión en los sitios de ruptura nuclear causando una acumulación de BAF en toda la zona afectada. La función de BAF es reclutar proteínas del dominio LEM transmembranales, incluyendo LEMD2, que también se acumularán en los sitios de ruptura nuclear. LEMD2 actuará como señal para el reclutamiento de ESCRT-III, la maquinaria celular para la reparación de la membrana nuclear en caso de rupturas. 
La caracterización de la acumulación de GFP-BAF en los sitios de ruptura de la membrana nuclear confirma que el BAF es una marca rápida, precisa y persistente de ruptura del núcleo cuya cinética está parcialmente dictada por el resellado de la membrana. El agotamiento de BAF retrasa significativamente la reparación de la membrana nuclear, con un efecto mayor en las rupturas más prolongadas, lo que es consistente con la unión de la proteína LEM como una función clave de BAF durante la reparación de la membrana. 
Una pérdida de BAF altera el reclutamiento de proteínas del dominio LEM y las membranas de envoltura nuclear, inhibe la restauración de la envoltura nuclear y previene la función de barrera de la membrana del núcleo. También, se ha observado que la falta de proteínas del dominio LEM inhibe la reparación de la rotura.

### LEMD2 y lámina A/C para la estabilidad de la envoltura nuclear
LEM2 unido a la lámina A/C, requiere una asociación con láminas de tipo A para una retención adecuada en la envoltura nuclear en líneas celulares humanas. La pérdida de lámina A/C en la envoltura nuclear desestabilizó LEM2 y provoca su relocalización desde la membrana nuclear interna al retículo endoplásmico. El análisis de deleción identifica una región dentro del extremo N de LEM2 que es necesaria para la interacción con la región C-terminal de la lámina A / C. La sobreexpresión de LEM2 en células HeLa o mioblastos de ratón C2C12 conduce a la acumulación de LEM2 en estructuras en el núcleo, con intrusiones de la membrana nuclear y reclutamiento de láminas de tipo A y sus proteínas de unión. La sobreexpresión también impide la citocinesis, lo que resulta en 2 a 4 células hijas conectadas por estructuras tubulares largas. LEM2 tiene una función en el ensamblaje de la membrana y la organización dinámica de la envoltura nuclear durante el ciclo celular.

## Implicaciones Clínicas
Las proteínas LEMD2 tienen una gran importancia en funciones básicas como la organización de la cromatina, la división celular y la regulación del ciclo celular. En humanos, mutaciones en proteínas de la envoltura nuclear, com LEMD2, pueden causar enfermedades raras conocidas como laminopatías, las cuales pueden degenerar en problemas graves de salud. Estas enfermedades pueden alterar la organización nuclear en múltiples tejidos, de manera que pueden provocar neuropatías, envejecimiento prematuro o distrofias musculares. 
Recientemente, se han descubierto enfermedades humanas relacionadas con mutaciones en los genes que codifican la proteína, aunque ya se conocían algunos de los efectos relacionados debido a experimentos realizados en embriones de ratones.  Entre los efectos ocasionas, se encuentran la muerte embrionaria, defectos en la miogénesis y afinamiento del miocardio con subdesarrollo de la trabécula. 
Estudios recientes relacionan mutaciones en LEMD2 a cataratas en jóvenes, miocardiopatía y aparición de características físicas de progeria en la cara.

### Cataratas y Miocardiopatía arritmogénica
Un estudio realizado en individuos de la población Huterita encontró una correlación entre una mutación en la proteína LEMD2 y la aparición de cataratas en individuos jóvenes y el riesgo de muerte cardiaca súbita. 
La mutación homocigótica está causada por el cambio de una guanina por una tirosina en el código genético, la cual se traduce en una arginina en lugar de una leucina. A nivel celular, se genera un cambio en los fibroblastos, los cuales pasan a tener un núcleo alargado y una condensación anormal de la heterocromatina en la parte periférica del núcleo.  
Finalmente, las consecuencias fisiológicas causadas por esta mutación son el desarrollo de una nueva forma de miocardiopatía arritmogénica, la formación de tejido fibroso en las zonas inferior y lateral del miocardio, arritmias severas, un leve deterioro de la función sistólica del ventrículo izquierdo y la aparición de cataratas en jóvenes.

### Aparición de rasgos progeroides en el fenotipo facial

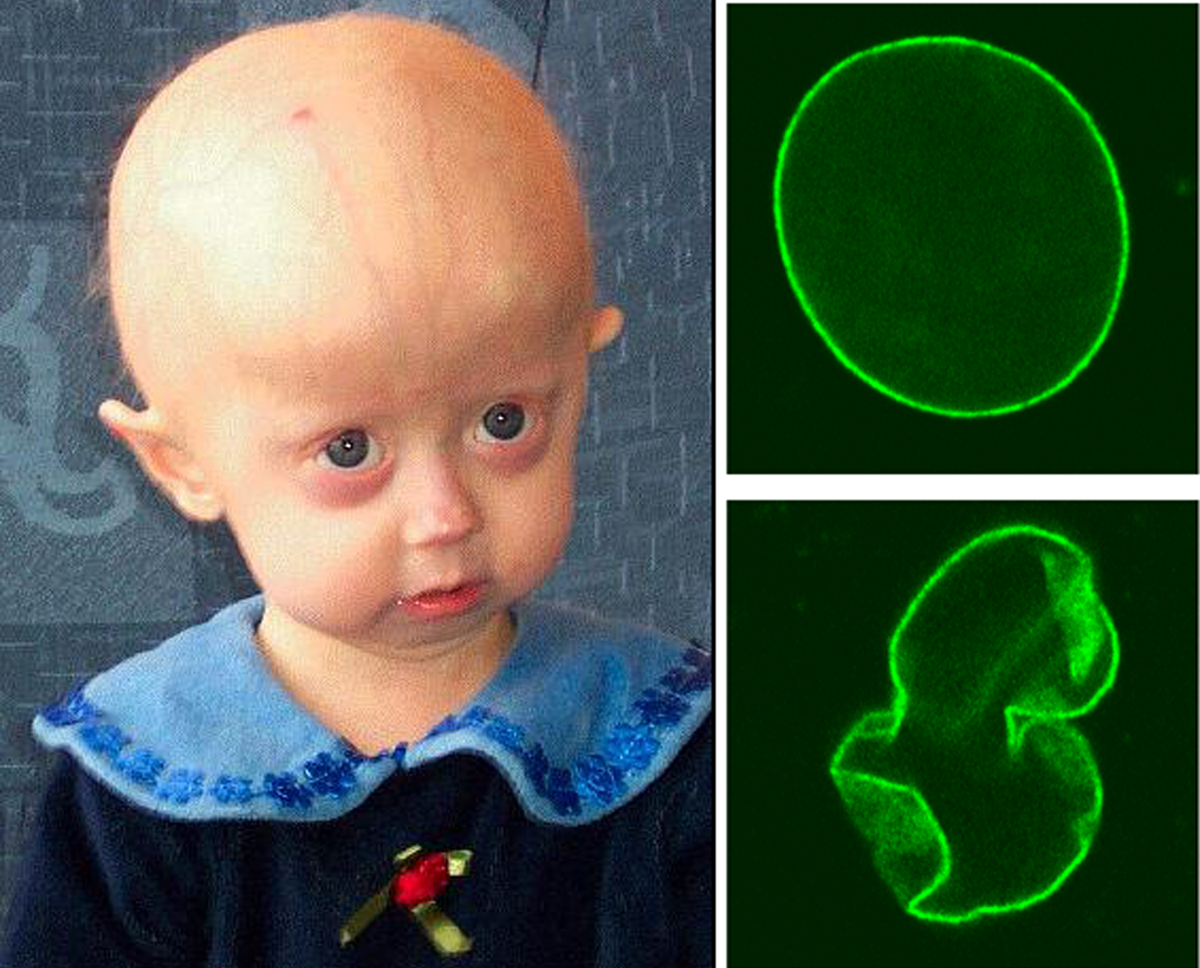
Rasgos faciales característicos del síndrome de Hutchinson-Gilford.

La progeria, también conocida como síndrome de Hutchinson-Gilford,  es una enfermedad que, en líneas generales, consiste en la expresión de un fenotipo que imita el envejecimiento humano en los rasgos físicos faciales. También, se caracteriza por el desarrollo de arteriosclerosis, que normalmente resulta fatal. Además, se ha demostrado la proximidad fenotípica con otras envelopatías nucleares mediante un análisis computacional de rasgos faciales, el cual ha sido realizado con dos redes neuronales profundas.
Un estudio reciente estableció la relación entre una mutación en LEMD2 y la aparición de rasgos faciales iguales a las producidas por el síndrome de Hutchinson-Gilford en los individuos que las presentaban. La mutación se expresa por un cambio Ser479Phe, en que se intercambia una serina por una fenilalanina en la posición 479.  
El estudio es reciente y no se conocen las implicaciones de la mutación en su totalidad. Se sabe que produce un cambio significativo en la arquitectura nuclear de fibroblastos y, a nivel fisiológico, los individuos presentan anomalías neurológicas como retraso en el crecimiento, mandíbulas hipoplásicas con un número anómalo de dientes, aunque sin total desarrollo y temblor de la intención cerebelosa. 
Aunque las condiciones se parezcan externamente, el pronóstico en pacientes con la mutación es mejor que en los pacientes con progeria.